# A.J. Klein
A.J. Klein (Appleton, 30 luglio 1991) è un ex giocatore di football americano statunitense che he militato nel ruolo di linebacker per 11 stagioni nella National Football League (NFL). Fu scelto nel corso del quinto giro (148º assoluto) del Draft NFL 2013 dai Carolina Panthers. Al college ha giocato a football all’Università statale dell'Iowa.

## Carriera

### Carolina Panthers

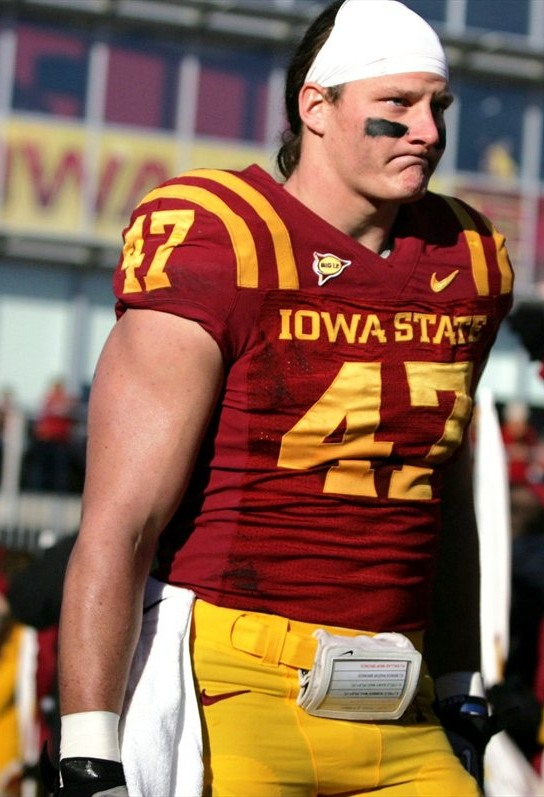
Klein al tempo del college

Klein fu scelto nel corso del quinto giro del Draft 2013 dai Carolina Panthers. Debuttò come professionista nella settimana 1 contro i Seattle Seahawks. Nella settimana 10 contro i San Francisco 49ers mise a segno il primo sack in carriera ai danni di Colin Kaepernick. La sua stagione da rookie si concluse con 21 tackle e 2 sack disputando tutte le 16 partite, due delle quali come titolare. Nella successiva trovò maggior spazio, disputando come partente otto gare su 14, con 39 tackle.

### New Orleans Saints
Ne 2017 Klein firmò con i New Orleans Saints.

### Buffalo Bills
Il 27 marzo 2020 Klein firmò un contratto triennale con i Buffalo Bills. Nel dodicesimo turno contro i Los Angeles Chargers mise a segno 14 tackle (3 con perdita di yard), 1,5 sack e un passaggio deviato, venendo premiato come difensore della AFC della settimana.

### New York Giants
Il 3 ottobre 2022 Klein firmò con la squadra di allenamento dei New York Giants.

### Baltimore Ravens
Il 6 ottobre Klein firmò per il roster attivo dei Baltimore Ravens.

### Chicago Bears
Il 31 ottobre 2022 i Ravens scambiarono Klein, insieme ad una scelta del secondo giro e una del quinto giro del draft 2023, con i Chicago Bears in cambio di Roquan Smith.  Il 16 novembre 2022 Klein fu svincolato dai Bears.

### Buffalo Bills (2° periodo)
Il 17 novembre 2022 Klein rifirmò per i Bills.
Il 17 aprile 2023 Klein rifirmò per un altro anno con i Bills a 1,16 milioni di dollari.

### Ritiro
Il 30 luglio 2024 Klein annunciò il suo ritiro dal football professionistico.

## Palmarès

### Franchigia
- National Football Conference Championship: 1

Carolina Panthers: 2015

### Individuale
- Difensore della AFC della settimana: 1

12ª del 2020